# Земская почта Казанского уезда
Зе́мская по́чта Каза́нского уе́зда — земская почта, организованная земской управой Казанского уезда Казанской губернии. Земская почта Казанского уезда была открыта 1 января 1870 года. С 1870 по 1895 год для нужд земской почты в Казанском уезде, а позднее для продажи торговцам выпускались собственные цельные вещи (оплаченные конверты). В 1895—1896 году в почтовом обращении уезда находились земские почтовые марки.

## Организация земской почты
Проект устройства земской почты в Казанском уезде был рассмотрен и утверждён земским собранием 3 октября 1869 года. Постановление собрания гласило:
Предоставить управе учредить письменную почту в уезде как для администрации, так и для частных лиц, приняв в соображение выработанный проект комиссии по этому предмету.

За перевозку всей казённой корреспонденции, к разряду которой относится и земская, а также и их посылки, никаких платежей не полагать. За частные письма и пакеты с газетами взимать по 5 коп. за каждое, не принимая при этом в расчёт их веса. Частные посылки не принимать.
Земская почта в уезде стала действовать с 1 января 1870 года, о чём управа сообщила в отчёте за 1870 год:
С 1.I.1870 г. управою учреждена сельская почта по уезду следующим образом: для отправки принимаются казённые пакеты и тюки и частные простые письма, газеты и журналы. Отправка частной корреспонденции до 1 апреля производилась бесплатно, пока управа не убедилась в исправности хода почты, а с 1 апреля назначено взимать за отправку простых частных писем по 5 коп. за каждое и за газеты и журналы по 1 руб. серебром в год или по 10 коп. в месяц. Для хода почты уезд разделен на 2 почтовых участка. К первому участку причислены 11 волостей, ко второму — 9.
Особый почтарь еженедельно, 2 раза объезжает участок.

По соглашению с Царевококшайскою управою  производится обмен корреспонденцией на Алатской станции; подобного же рода обмен предложено сделать Лаишевской и Мамадышской земским управам. Почтарей 3 человека (третий разносит корреспонденцию по городу).

## Оплаченные конверты
3 марта 1870 года земское собрание одобрило новый порядок оплаты частных писем, предложенный уездной управой:
…Взамен 5 коп. сбора с частных писем… заведены оплаченные конверты сельской почты с печатью и за подписью члена [управы], которые рассылаются на земские станции и в волостные правления для продажи по 6 коп. за каждый.
На клапане конвертов имелся оттиск специального штемпеля овальной формы. Известны два выпуска таких конвертов, с несколькими разновидностями каждого.
На первом выпуске конвертов оттиск штемпеля делался вручную синей (тёмно-синей) краской. По овалу штемпеля были размещены слова «Оплаченный конверт сельской почты», а в центре — слово «Казанской». В зависимости от размера конвертов и формы клапана встречаются шесть разновидностей данного выпуска.
На конверте второго выпуска ставился красно-лиловый овальный штемпель с двойной рамкой. Все слова штемпеля начинались с прописной буквы, а с обеих сторон овала были изображены звёздочки. Найдено пять разновидностей второго выпуска, которые различались размером конвертов (150 × 120 и 145 × 80 мм) и сортом бумаги, применявшейся для их изготовления.
Появление оплаченных конвертов второго выпуска относится к 1884 году. По мнению Д. Кузнецова, эти конверты уже не применялись как средства оплаты при пересылке писем по земской почте, а изготавливались для реализации торговцам.

## Изменение почтового сбора
Во второй половине 1870 года Казанская управа обратилась к земскому собранию с предложением об отмене платы за доставку частной корреспонденции через систему земской почты, объясняя свой запрос следующим обстоятельством:
Сбор этот поступает исключительно почти с крестьян, которые в значительной доле несут расход на содержание подводной повинности; при том же весь выручаемый доход составляет весьма незначительную цифру [60—80 рублей в год], а между тем управе известно, что между крестьянами слышен ропот на взимание с них платы за отправку писем.
Не приняв это предложение, земское собрание 29 сентября 1870 года сохранило неизменным существовавший порядок оплаты частной корреспонденции. Он применялся до 1883 года, когда было принято решение снизить плату «с отправителей писем с 5 до 3 коп. и ввести бесплатную выдачу писем, пересылаемых в уезде по земской почте» (то есть писем государственной почты, которые в дальнейшем доставлялись по земской почте).

## Выпуски земских марок
В 1894 году в докладе уездной ревизионной комиссии о работе земской почты было предложено ввести в обращение почтовые марки:
В настоящее время пересылка частной корреспонденции и сбор за неё контролируются посредством довольно сложных записей в книгах, причём оказывается, что из некоторых волостей как будто бы вовсе не идет частных писем.

Ревизионная комиссия полагает, что если бы введены были почтовые марки, как это практикуется во многих земствах, то могло бы произойти значительное упрощение относительно записей и, кроме того, возвысился бы и самый доход за частную корреспонденцию.
2 октября 1894 года земское собрание обсудило доклад ревизионной комиссии:
[Председатель управы] высказал опасения, что не потребуется ли значительных расходов на изготовление марок в ЭЗГБ, а потому предлагал употреблять штемпель, каковой уже имеется в управе, и накладывать его на конверты. Но большинство высказалось за преимущества марок для контроля и полагало, что заказ их не будет дорого стоить.
На этом заседании предложение ревизионной комиссии было одобрено. Уездное собрание постановило ввести земские почтовые марки, а управе «произвести расход на изготовление марок из экстраординарных сумм».
В 1895 году земская управа доложила:
Земские почтовые марки 3-копеечного достоинства с 7 июня 1895 года рассылаются для продажи в волостные правления, а также выдаются и земскому почтарю.
Марки применялись для франкирования корреспонденции, о чём непосредственно говорилось в отчёте Казанской управы за 1895 год:
Письма, посылаемые частными лицами, ранее оплачивались 3-копеечным сбором. В настоящем же отчётном году с этой целью заведены... почтовые марки 3-копеечного достоинства, которыми и оплачиваются письма, идущие из Казани в уезд и из уезда в Казань.
Марки были отпечатаны литографическим способом на белой бумаге. Зубцовка — 11½. Для гуммирования на части марок наносился белый клей, а на другой части — жёлтый клей.
Рисунок марок выполнен синим цветом и включает герб Казани, увенчанный короной, вокруг которого и по низу помещена надпись: «Казанская земская сельская почта. 3 коп.».
В докладе управы в марте 1896 года сообщалось:
Из заказанных управою 10 000 штук земских марок их было выдано на земскую почту и разослано в волостные правления по 15 февраля 1896 г. — 3877 штук, считая по 3 коп. за каждую на 116 р. 31 коп.
Тем не менее, уездное земское собрание на своём чрезвычайном заседании от 13 марта 1896 года, не найдя итоги применения марок удовлетворительными, вынесло следующее решение:
Почтовый сбор как с частных писем, так и с газет и журналов с апреля месяца 1896 года отменить.
Всего земские почтовые марки находились в употреблении менее одного года — с 7 июня 1895 года по 1 апреля 1896 года.
Также известны 9 видов облаток (служебных марок) уезда.